# Lygniodes ciliata
Lygniodes ciliata là một loài bướm đêm trong họ Erebidae.

## Hình ảnh

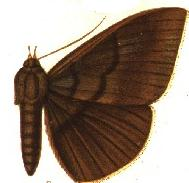